# Epirhyssa atrata
Epirhyssa atrata är en stekelart som beskrevs av Dmitriy R. Kasparyan 2007. Epirhyssa atrata ingår i släktet Epirhyssa och familjen brokparasitsteklar. Inga underarter finns listade i Catalogue of Life.